# Şeref Eroğlu
Şeref Eroğlu (n. 25 noiembrie 1975, Kahramanmaraş, Turcia) este un luptător ce a reprezentat Turcia, medaliat olimpic. A participat la 4 ediții ale Jocurilor Olimpice (1996, 2000, 2004, 2008) în care a câștigat o medalie de argint.